# Zachaeus mirabilis
Zachaeus mirabilis is een hooiwagen uit de familie echte hooiwagens (Phalangiidae).